# Билан, Дима Николаевич
Ди́ма Никола́евич Била́н (имя при рождении — Ви́ктор Никола́евич Бела́н; род. 24 декабря 1981, Усть-Джегута, Карачаево-Черкесская АО, Ставропольский край, СССР) — российский певец, автор песен, актёр кино и дубляжа; заслуженный артист Российской Федерации (2018), народный артист Кабардино-Балкарской Республики (2008), заслуженный артист Чеченской Республики (2007), заслуженный артист Республики Ингушетия (2007).
Представлял Россию на конкурсе песни «Евровидение» дважды: в 2006 году с песней «Never Let You Go», заняв второе место, и в 2008 году с песней «Believe», заняв первое место и став единственным исполнителем из России, победившим на «Евровидении».
Дима Билан является многократным лауреатом различных музыкальных наград, в числе которых премии «МУЗ-ТВ», RU.TV, ZD Awards, MTV EMA, телевизионный фестиваль «Песня года» и другие. 14-кратный обладатель национальной музыкальной премии «Золотой граммофон» радиостанции «Русское Радио». Рекордсмен по количеству наград премий MTV RMA (10) и «МУЗ-ТВ» (21).
Победитель 4 сезона шоу «Маска» (2023). Самый ротируемый певец на радиостанциях России (2022—2024).

## Биография

### Ранние годы
Родился 24 декабря 1981 года в городе Усть-Джегута (Карачаево-Черкесская республика). Через год семья переехала в Набережные Челны, ещё через 5 лет — в город Майский (Кабардино-Балкарская республика), где Виктор Белан до 9 класса учился во второй школе, а завершил среднее образование в школе № 14. В пятом классе поступил в музыкальную школу, которую окончил по классу аккордеона. Участвовал в различных музыкальных конкурсах и фестивалях. Занял первое место в конкурсе «Молодые голоса Кавказа». Имя Дима певец выбрал себе, так как Дмитрием звали деда Билана, которого он очень любил. С детства певец говорил, что хотел бы, чтобы его назвали Димой.
В 1998 году приехал в Москву для участия в фестивале «Чунга-Чанга», посвящённом детскому творчеству и тридцатилетию совместной деятельности Юрия Энтина и Давида Тухманова. Виктор Белан получил диплом от Иосифа Кобзона.
В 2000—2003 годах обучался в Государственном музыкальном училище имени Гнесиных. Специальность — академический вокал или же классическое пение. Во время учёбы подрабатывал по ночам грузчиком в магазине модной одежды. После ночной смены часто засыпал в метро и пропускал нужную остановку. В 2003 году продолжил обучение в ГИТИСе, куда поступил сразу на 2 курс

### Карьера
2000-е года
В 2000 году в ротацию телеканала MTV Russia попал первый видеоклип Димы Билана, снятый на деньги его первого продюсера Елены Кан. Видео на песню «Осень» снималось на берегу Финского залива.
Будучи ещё студентом, Билан познакомился со своим будущим продюсером Юрием Айзеншписом, который сразу распознал в нём талант и начал с ним работать. В 2002 году Билан дебютировал на сцене российского фестиваля в Юрмале — «Новая волна», на котором представил свою композицию «Бум» и занял четвёртое место. После конкурса последовали съёмки клипа на эту песню, а затем на композиции «Я ночной хулиган», «Ты, только ты» и «Я ошибся, я попал».
Во время съёмки клипа на песню «Ты, только ты» погиб каскадёр, исполнявший трюк на мотоцикле. Случаю был посвящён один из выпусков программы Михаила Пореченкова «Запретная зона».
В клипе на песню «Я так люблю тебя» снялась дочь Игоря Крутого.
В конце октября 2003 года вышел дебютный альбом под названием «Я ночной хулиган». Летом этого же года Билан провёл гастрольный тур совместно с группой «Динамит». В 2004 году вышло переиздание альбома («Ночной хулиган+»), включающее 19 песен: 15 песен из оригинального издания альбома «Я ночной хулиган» и 4 новые песни («Бессердечная», «В последний раз», «Остановите музыку», «Тёмная ночь»). В 2004 году был выпущен второй студийный альбом Билана под названием «На берегу неба».
В феврале 2005 года Билан участвовал в национальном отборе на конкурс песни «Евровидение» с песней «Not That Simple». По итогам зрительского голосования победила Наталья Подольская с песней «Nobody hurt no one», а Билан занял второе место. После этого было выпущено переиздание альбома «На берегу неба», в которое вошли английские версии песен «Как хотел я», «На берегу неба» и «Ты должна рядом быть».
В 2005 году также был выпущен официальный сборник клипов «Ты, только ты», в который, кроме официальных видеоклипов, вошли концертные видео-презентации альбомов «Я ночной хулиган» и «На берегу неба». Также в сборник были включены дополнительные композиции, не вошедшие в эти альбомы: песня «Я не забуду» и кавер-версия мелодии «Caruso» (презентация «Я ночной хулиган»), трек «Семь дней» (презентация «На берегу неба»).
В конце года вышел сингл «Новый год с новой строчки», содержащий оригинальную версию и ремикс песни «Новый год с новой строчки», а также англоязычную версию хита «На берегу неба» под названием «Between the Sky and Heaven».
20 сентября 2005 года умер продюсер Билана — Юрий Айзеншпис. Сразу после этого Диму номинировали на премию «World Music Awards» как «Лучший российский артист». После смерти Айзеншписа многие продюсеры предлагали Билану контракты. В 2006 году он разорвал контракт с компанией Айзеншписа, которой после его смерти руководила его жена Елена Львовна Ковригина. После этого компания потребовала, чтобы Билан сменил сценическое имя, так как «Дима Билан» — псевдоним, который принадлежит компании. Но вместе с новой командой, во главе которой стояла Яна Рудковская, Билан разрешил конфликт и с 2008 года взял псевдоним в качестве официального имени.
В декабре 2005 года получил две премии «Золотой граммофон» за песню «Ты должна рядом быть» в Санкт-Петербурге и Алма-Ате. На проекте «Новые песни о главном» певец получил приз Первого канала от профессионального жюри. Стал человеком года в сфере шоу-бизнеса, поскольку большинство избирателей отдали свои голоса за него, согласно версии поисковой системы «Rambler».
В декабре 2005 года в Ботаническом саду был снят клип для лирической композиции «Я тебя помню».
В середине марта 2006 года Билан был выбран «Первым каналом», чтобы представить Россию на Евровидении-2006, проводившемся в Афинах. Среди 37 участвующих стран занял второе место с песней «Never Let You Go». Получил 248 баллов, — на 44 балла меньше, чем победившая песня «Hard Rock Hallelujah» (рус. Тяжёлый рок, Аллилуйя!) группы из Финляндии Lordi.
В 2006 году принял участие в «Золотой шарманке», «Международных вознаграждений музыки»[уточнить] в Киеве, где получил награду «Певец года». Песня «Never Let You Go» была исполнена впервые там.
1 июня 2007 года Дима Билан стал героем церемонии Муз-ТВ, взяв целых 3 награды: «Лучший альбом», «Лучшая композиция» и «Лучший исполнитель года». В июне в Лондоне снимался в клипе для новой англоязычной песни «Number One Fan». Летом стал почётным гостем фестиваля «Новая волна-2007» в Юрмале, также заседал в жюри проекта «СТС зажигает суперзвезду».
4 октября прошла ежегодная музыкальная церемония MTV Russia Music Awards. Билан получил три матрёшки, победив в номинациях: «Лучшая композиция» («Невозможное возможно»), «Лучший исполнитель», и главная награда «Артист года». На церемонии RMA MTV с Sebastian исполнил «Number One Fan» в новой обработке. Состоялась премьера песни «Amnesia».
В 2007 году прошло реалити-шоу на канале «MTV Россия» под названием «Live с Биланом».
Дима Билан вошёл в тройку самых дорогих и популярных людей России, по мнению журнала «Forbes»: 3 место по вниманию прессы и интересам аудитории и 12-е место по доходам.

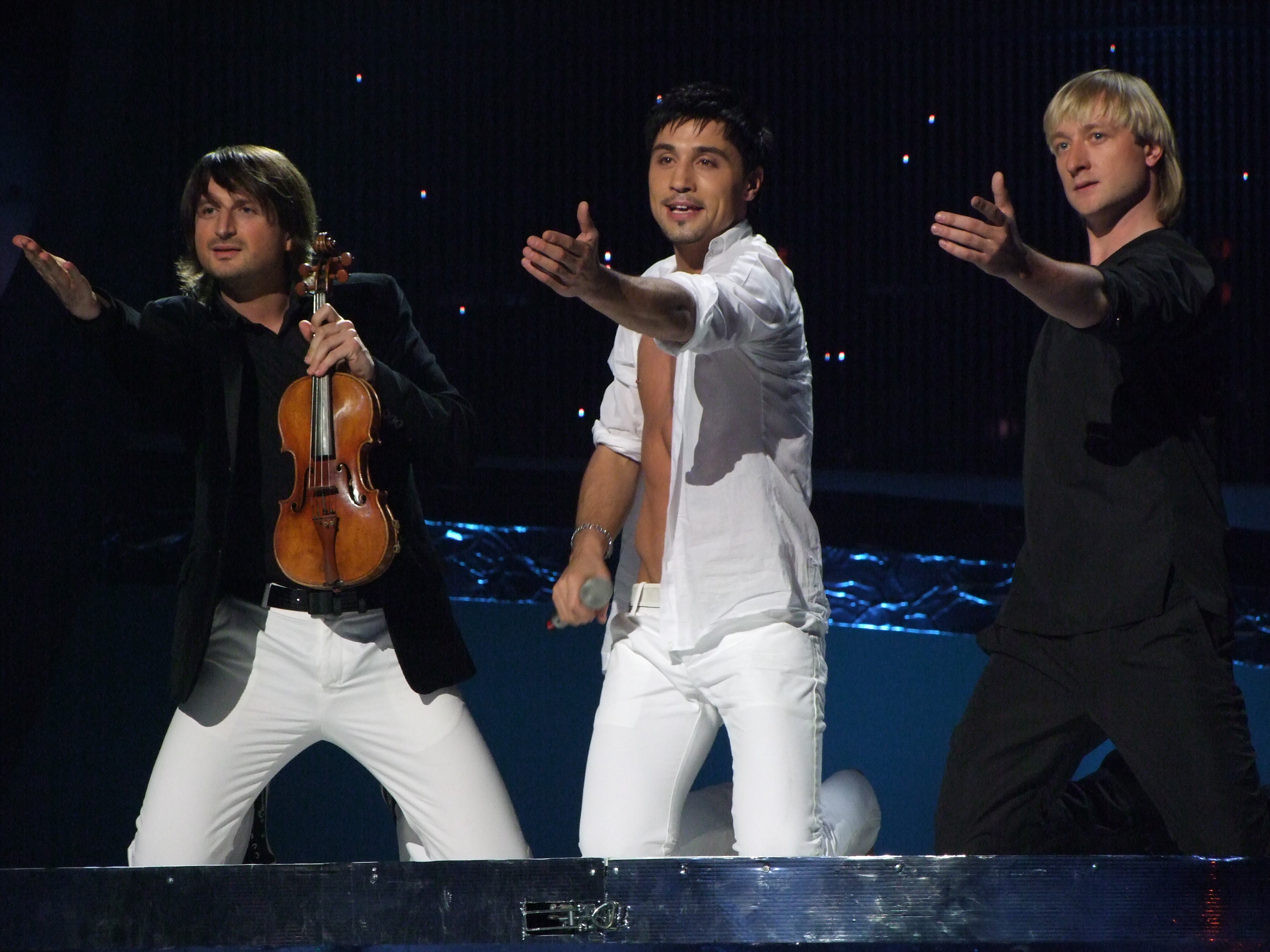
Билан (в центре) с венгерским композитором и скрипачом Эдвином Мартоном и российским фигуристом Евгением Плющенко

В 2008 году Виктор Белан второй раз подал заявку на участие в национальном отборочном конкурсе «Евровидение-2008». Не найдя никаких юридических нарушений, связанных с использованием сценического имени, имиджа и бренда «Дима Билан», телеканал «Россия» принял заявку и допустил артиста к конкурсу.
9 марта предъявил на суд жюри и телезрителей песню «Believe». По результатам голосования артист набрал 54 балла, оставив позади Александра Панайотова и Женю Отрадную. 20 мая — выступил с песней «Believe» в первом полуфинале конкурса. вошёл в десятку лучших и перешёл в финал.
24 мая — выступление в финале конкурса вместе с российским фигуристом Евгением Плющенко и венгерским скрипачом Эдвином Мартоном. По итогам голосования набрал 272 очка и занял первое место.
В посёлке Московский в Усть-Джегуте музыкальная школа была названа именем Димы Билана.
В июне 2008 года артист принял псевдоним Дима Билан в качестве настоящих имени и фамилии.
Принимал участие в шоу «Звёздный лёд» вместе с российской фигуристкой Еленой Бережной, занял второе место.
31 января 2009 года в концертном зале «Космос» состоялась церемония вручения премии ZD Awards 2008. Билан победил в номинации «Артист года».
С 18 по 20 марта в Лос-Анджелесе прошли съёмки нового видео на песню «Lady».
16 мая в Москве в спортивном комплексе «Олимпийский» прошёл финал конкурса «Евровидение-2009». Билан открыл конкурс своим номером. Номер заключался в том, что артист бежал, разбивая на своём пути «кирпичные» стены, символизирующие трудности его восхождения на вершину Евровидения. Затем он пролетел над зрителями, спустился на сцену и исполнил свою триумфальную песню «Believe».
18 мая — Дима Билан стал Послом «Сочи-2014».
15 мая в клубе Famous состоялась презентация международного альбома Believe.
5 июня в Москве в СК «Олимпийский» были объявлены имена лауреатов премии в области популярной музыки «Муз-ТВ» 2009. Билан одержал победу в двух номинациях: «Лучшая песня» и «Лучшее видео» с композицией «Believe».
Стал колумнистом российской версии журнала Billboard. Авторская колонка «Против правил» ежемесячно стала появляться на страницах и сайте журнала.
24 сентября состоялась ежегодная церемония награждения самых глянцевых персонажей 2009 года «TOP Glossy». Билан получил приз в номинации «Лучший международный альбом».
В пятый раз подряд завоевал премию MTV Europe Music Awards в номинации «Best Russian Act». Он также занял на этой премии второе место в номинации «Best European Act».
В 2010 году ВЦИОМ по заказу журнала «Теленеделя» обнародовал рейтинг самых популярных отечественных исполнителей, где победил Билан.
15 апреля в «Лужниках» состоялась церемония вручения премий ZD Awards 2009. Билан был признан лучшим в номинации «Альбом года» (Believe) и «Певец года».
11 июня в Москве в СК «Олимпийский» состоялась церемония вручения премии «Муз-ТВ 2010». Билан одержал победу в номинации «Лучший исполнитель».
В октябре стали известны результаты голосования MTV Europe Music Awards в категории «Лучший российский артист». В шестой раз подряд победителем стал Дима Билан. В ноябре, были оглашены результаты в категории «Best European Act». Билан, обогнав таких исполнителей как Afromental, Inna и Enrique Iglesias, занял 2-ю позицию.
В декабре был снят клип на песню «Я просто люблю тебя». В съёмках клипа принимали участие поклонники Димы Билана из Москвы. Режиссёром стал Гоша Тоидзе. Клип занял первое место в «Муз-ТВ Чарте» и «Русском чарте» по итогам первого полугодия 2011 года. В «Муз-ТВ Чарте» клип продержался 20 недель и в «Русском чарте» 18 недель. Трек «Я просто люблю тебя» 10 недель подряд занимал высшие строчки проекта Tophit.
2010-е годы
В 2011 году принял участие в качестве участника телепроекта Первого канала «Призрак Оперы».
В финале конкурса «Евровидение-2011» Дима Билан принял участие как глашатай от России — человек, оглашающий результаты голосования зрителей в России.
В 2012 году создал электронный проект в синти-поп-стиле, изначально взяв в качестве нового псевдонима своё родное имя Витя Белан, но после того как к нему присоединился саунд-продюсер Андрей Чёрный, проект изменил название на Alien24. В декабре 2014 года коллектив выпустил первый студийный альбом Alien, в который вошла песня «Fairy World», изначально выпущенная им под именем Витя Белан, а также синглы «Music Is in My Soul» и «Wally», на которые были сняты видеоклипы.
В 2012 году Дима Билан в дуэте с Юлией Волковой выступил в национальном отборе песенного конкурса «Евровидение» с песней «Back to Her Future», где вместе они заняли 2 место. Тем не менее, в качестве гостя выступил на Евровидении-2012, исполнив песню «Believe».
В 2012—2014, 2016—2017 и 2021 году — наставник проекта «Голос».
В 2014—2017 и 2024—2025 году — наставник проекта «Голос. Дети».
По результатам 2017 года Билан занял пятое место в рейтинге журнала «Forbes» среди российских знаменитостей. Его доход составил 6 млн долларов.
2020-е годы
27 апреля 2020 года вышел десятый студийный альбом Димы Билана — «Перезагрузка». 4 июня состоялась премьера клипа на песню «Химия» в формате TikTok. Для музыкального видео был выбран уникальный формат: экран был поделён на три части и в каждой из них происходит своё действие. В специальном флешмобе, кадры из которого вошли в клип приняли участие звёзды шоу-бизнеса и интернета. Осенью 2020 года занял место члена жюри в 7 сезоне проекта «Синяя Птица» 15 декабря 2020 года Дима Билан выпустил альбом «Вторая жизнь». По итогам 2020 года занял 5 место по количеству ротаций на радиостанциях России.
С 25 марта по 23 апреля 2021 года — член жюри совместно с Ларисой Гузеевой и звёздными «тиктокерами» в шоу «ТикТок Талант» на телеканале «Пятница!». 12 ноября 2021 года года состоялся релиз трибьют-альбома «13 друзей Билана». По итогам 2021 года занял второе место по количеству ротаций на радиостанциях России.

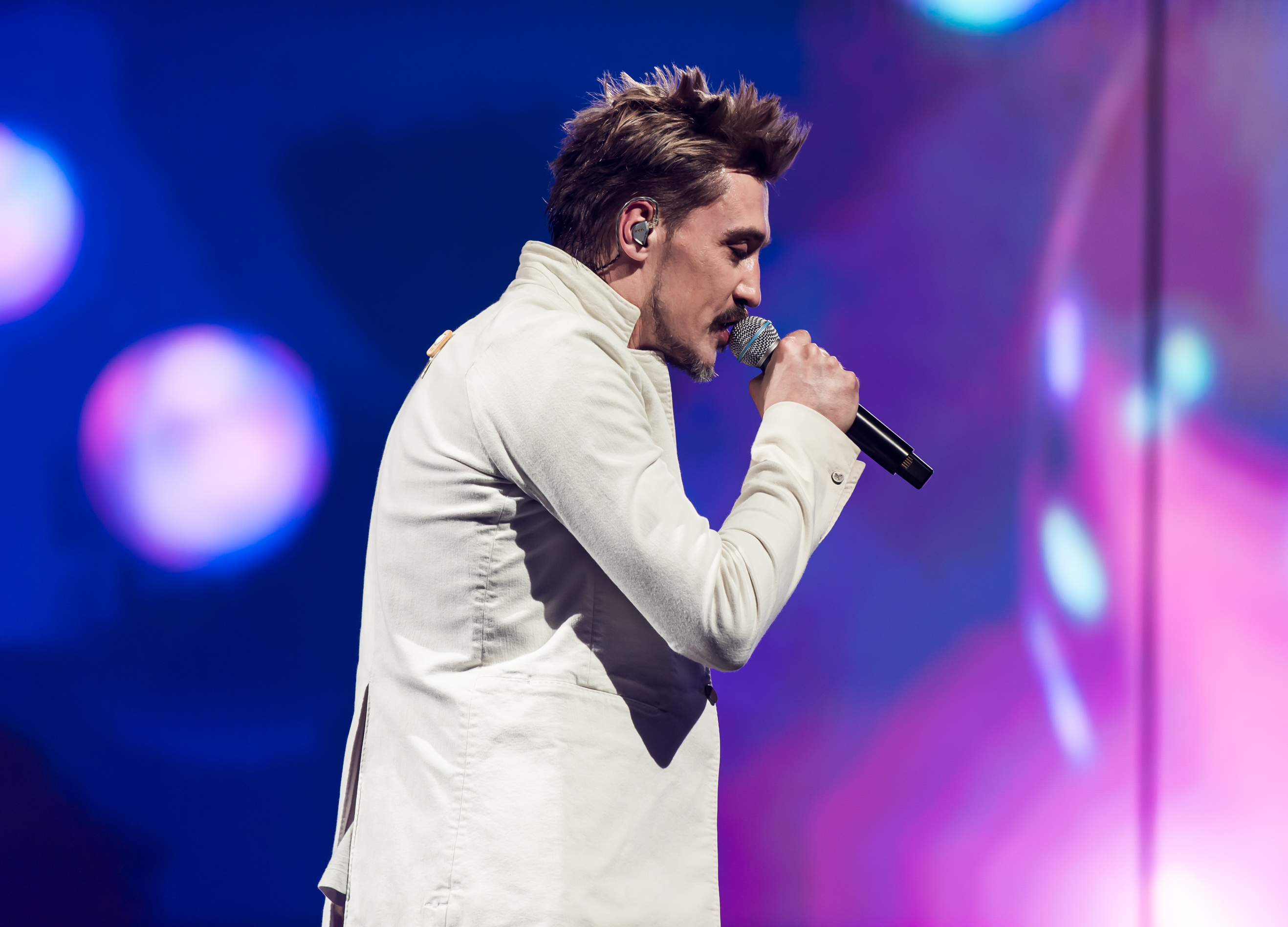
Дима Билан во время сольного концерта

14 и 15 февраля дал два больших сольных концерта в Crocus City Hall, приуроченных к 40-летнему юбилею. В 2022 году член жюри проекта «Фантастика» на Первом канале (1,3,6 и 10 выпуски). По итогам 2022 года занял первое место по количеству ротаций на радиостанциях России.
14 и 15 февраля 2023 года снова дал два больших сольных концерта под названием «Гладиатор» в Crocus City Hall. В 2023 году принял участие в 4 сезоне шоу «Маска» в образе Мамонтенка. Победил вместе с Сергеем Лазаревым, выступавшим в образе Скорпиона. 18 августа 2023 года было объявлено, что Дима Билан вместе с Пелагеей, Полиной Гагариной и Егором Кридом стал наставником проекта «Голос. Уже не дети» в формате All Stars, где принимали участие конкурсанты предыдущих сезонов «Голос. Дети». По итогам 2023 года вновь занял первое место по количеству ротаций на радиостанциях России.
14 и 15 февраля 2024 года вновь дал два больших сольных концерта под названием «Невозможное возможно» в Crocus City Hall. 21 февраля 2024 года Дима Билан и Эльмира Калимуллина исполнили гимн России на церемонии открытия международного турнира «Игры будущего» в Казани. 15 июня 2024 года представил большое стадионное шоу «The best of Bilan» на ВТБ Арене. 20 августа 2024 года стало известно, что Дима Билан вновь займёт кресло наставника в 11 сезоне проекта «Голос. Дети». В финале его подопечный, Василий Иголкин, занял первое место, а сам Билан был признан лучшим наставником сезона. По итогам 2024 года третий раз подряд занял первое место по количеству ротаций на радиостанциях России.

## Взгляды
В 2005 году Дима Билан стал кандидатом от ЛДПР на выборах в Белгородскую областную думу, в течение нескольких лет был членом партии. Параллельно с этим принимал участие в мероприятиях «Единой России» и «Справедливой России». В 2011 году положительно отозвался о начавшихся акциях протеста оппозиции. На президентских выборах 2012 и 2018 годов участвовал в агитации за Владимира Путина.
В 2006 году Дима Билан высказался против запрета гей-парада в Москве, подчеркнув, что «запрещать надо тех, кто призывает к погромам и физическому насилию, а не тех, кто зовёт к любви и празднику»; в интервью обычно декларировал нейтральное отношение к гомосексуальности. В 2012 году подписал открытое письмо с требованием досрочно прекратить полномочия известного рядом скандальных инициатив петербургского депутата Виталия Милонова. Однако в 2013 году осудил зарубежных исполнителей, поднимающих тему прав ЛГБТ в России, и заявил о негативном отношении к так называемой «пропаганде гомосексуализма», но отметил, что необходимо отличать её от «художественного замысла». Комментируя запрет на усыновление российских сирот американцами, певец призвал не вмешивать детей в политические споры. Осудил акцию группы Pussy Riot, но выступил против тюремного заключения для участниц, предложив ограничиться «показательной поркой».
В 2013 году, отвечая на вопрос журналиста об отношении к событиям на Евромайдане, Билан заявил, что пока не разобрался в происходящем. В 2016 году певец выступил на концерте-митинге «Мы вместе», посвящённом годовщине аннексии Крыма Россией.
В 2022 году, на фоне вторжения России на Украину, заявил о поддержке вторжения и готовности оказать любую поддержку жителям Донбасса, объяснив, что события в Донбассе последних 8 лет «каким-то образом обходили его стороной».
1 сентября 2022 года спел песню «Крылатые качели» в память о погибших детях Донбасса.
В 2024 году, после «Голой вечеринки», в которой он участвовал, Дима Билан записал извинения, а спустя полмесяца приехал в оккупированную Россией Донецкую область Украины, где встретился с российскими участниками войны, вручил подарки детям в травматологическом центре, привёз кондиционеры детскому центру в Горловке, а также пожертвовал приюту для бездомных животных 3 миллиона рублей.
В 2025 году объявлен официальным послом международного музыкального конкурса «Интервидение-2025».

## Личная жизнь
В 2017 году Билан попал в больницу и перенёс операцию по удалению межпозвоночной грыжи. Зимой 2019 года перенёс перелом ноги. В августе 2020 года Билан был госпитализирован в больницу с диагнозом воспаление лёгких. Он сообщил, что простыл во время прогулки на яхте в Крыму. Также артист отметил, что часто выходит на сцену не совсем здоровым.

### Семья
Отец — Николай Михайлович Белан (род. 28 апреля 1951) — работал инженером-конструктором на заводе «КАМАЗ» в Набережных Челнах.
Мать — Нина Дмитриевна Белан (род. 18 апреля) — работала в теплицах, потом в социальной сфере.
Старшая сестра — Елена Белан-Зимина (род. 10 октября 1980) — работает дизайнером одежды, создаёт новые коллекции одежды бренда BELAN, вышла замуж в 2006 году за юриста Геннадия Зимина.
Племянница — Алиса Зимина-Белан (род. февраль 2009).
Младшая сестра — Анна Белан (род. 26 июля 1995), живёт в Лос-Анджелесе, выучилась на режиссёра. Занимается музыкальной деятельностью под псевдонимом «OTANA».
Дядя — Виктор Михайлович Белан.
Дед по материнской линии — Дмитрий Никитич Гурьянов, участник Великой Отечественной войны, кавалер Ордена Славы.
Прадед по отцовской линии — Иван Семёнович Яковлев, урядник Терского казачества; по словам Билана, служил в личной конвойной сотне Николая II.

## Критика
С критикой победы Билана в конкурсе «Евровидение» и ажиотажа вокруг его победы выступил писатель Сергей Минаев. Критика была также направлена на то, что песня была на английском языке. Художественная ценность песни была также поставлена под сомнение.
Музыкальный критик Артемий Троицкий, выступая на ток-шоу по следам конкурса на телеканале «Россия» в прямом эфире от 24 мая 2008 года, в свою очередь, отметил, что «Дима Билан — артист так себе, а выиграли мы исключительно по результатам голосования, а не музыкальным качествам нашего участника…. В этом трио парней [Дима Билан, фигурист Евгений Плющенко и венгерский скрипач Эдвин Мартон] — не хватало на подтанцовке гимнастки Алины Кабаевой, а на подпевке — певицы Анны Нетребко…».

## Санкции
В октябре 2022 года, на фоне вторжения России на Украину, Международная рабочая группа по вопросам санкций Ермака — Макфола включила Билана в список пропагандистов и идеологов войны которые «создают лживые нарративы в соответствии с политикой Кремля», с предложением введения против него санкций.
7 января 2023 года внесён в санкционные списки Украины «за посещение оккупированных территорий после начала вторжения, участие в пропагандистских концертах, публичную поддержку войны и режима Путина», предполагающие блокировку активов, полное прекращение коммерческих операций, остановку выполнения экономических и финансовых обязательств.
3 февраля 2023 года внесён в санкционный список Канады «российских агентов дезинформации» как причастный к распространению российской дезинформации и пропаганды.
По данным Meduza, по состоянию на февраль 2024 года, Билан, как участник «голой вечеринки», входил в список артистов, «запрещенных к концертной деятельности» в России.

## Работы

### Дискография
Студийные альбомы
- «Я ночной хулиган» (2003)
- «На берегу неба» (2004)
- «Время-река» (2006)
- «Против правил» (2008)
- «Believe» (2009)
- «Мечтатель» (2011)
- «Дотянись» (2013)
- «Не молчи» (2015)
- «Эгоист» (2017)
- «Перезагрузка» (2020)
- «Вторая жизнь» (2020)
- «Vector V» (2025)

Мини-альбомы
- «Пять хитов» (2023)

Сборники
- «BEST. От хулигана до мечтателя» (2011)
- «Малыш» (2013)
- «13 друзей Билана» (2021)

### Видеография
| Год  | Клип                                                   | Режиссёр                          | Альбом                                      |
| ---- | ------------------------------------------------------ | --------------------------------- | ------------------------------------------- |
| 2000 | «Осень»                                                | Михаил Сегал                      | вне альбома                                 |
| 2002 | «Бум»                                                  | Фёдор Бондарчук                   | «Я ночной хулиган»                          |
| 2002 | «Я ночной хулиган»                                     | Сергей Бледнов                    | «Я ночной хулиган»                          |
| 2003 | «Ты, только ты»                                        | Фёдор Бондарчук                   | «Я ночной хулиган»                          |
| 2003 | «Я ошибся, я попал»                                    | Георгий Тоидзе                    | «Я ночной хулиган»                          |
| 2003 | «Без тебя я не смогу» feat. Дарина                     | Хиндрек Маасик                    | «Сильнее» (альбом Дарины)                   |
| 2003 | «Я так люблю тебя»                                     | Георгий Тоидзе                    | «Я ночной хулиган»                          |
| 2004 | «Поздравляю!»                                          | Георгий Тоидзе                    | «На берегу неба»                            |
| 2004 | «Мулатка»                                              | Георгий Тоидзе                    | «На берегу неба»                            |
| 2004 | «На берегу неба» / «Between The Sky And Heaven»        | Алексей Тишкин                    | «На берегу неба»                            |
| 2005 | «Ты должна рядом быть» / «Not That Simple»             | Георгий Тоидзе                    | «На берегу неба»                            |
| 2005 | «Как хотел я» / «Take Me With You»                     | Георгий Тоидзе                    | «На берегу неба»                            |
| 2005 | «Я тебя помню»                                         | Георгий Тоидзе                    | «Время-река»                                |
| 2006 | «Это была любовь»                                      | Георгий Тоидзе                    | «Время-река»                                |
| 2006 | «Never Let You Go»                                     | Георгий Тоидзе                    | «Время-река»                                |
| 2006 | «Невозможное возможно» / «Lady Flame»                  | Георгий Тоидзе                    | «Время-река»                                |
| 2007 | «Время-река» / «See What I See»                        | Георгий Тоидзе                    | «Время-река»                                |
| 2007 | «Я твой номер один» / «Number One Fan»                 | Trudy Bellinger                   | «Против правил»                             |
| 2007 | «Горе-зима»                                            | Георгий Тоидзе                    | «Против правил»                             |
| 2007 | «Ты мне спой» feat. Лариса Долина                      | неизвестно                        | вне альбома                                 |
| 2008 | «Believe»                                              | Павел Худяков                     | «Против правил» / «Believe»                 |
| 2008 | «Lonely»                                               | Trudy Bellinger                   | «Believe»                                   |
| 2009 | «Lady»                                                 | Георгий Тоидзе                    | «Believe»                                   |
| 2009 | «Со мною ты (Dancing Lady)»                            | неизвестно                        | вне альбома                                 |
| 2009 | «Changes»                                              | Matt Alonzo                       | «Мечтатель»                                 |
| 2010 | «По парам»                                             | Георгий Тоидзе                    | «Мечтатель»                                 |
| 2010 | «Safety» feat. Anastacia                               | Павел Худяков                     | «Мечтатель»                                 |
| 2010 | «Я просто люблю тебя»                                  | Георгий Тоидзе                    | «Мечтатель»                                 |
| 2011 | «Мечтатели»                                            | Георгий Тоидзе                    | «Мечтатель»                                 |
| 2011 | «Задыхаюсь» / «Rock My Life»                           | Владислав Опельянц                | «Мечтатель»                                 |
| 2011 | «Слепая любовь» feat. Юлия Крылова                     | Владислав Опельянц                | «Мечтатель»                                 |
| 2012 | «Так не бывает» / «Honey»                              | Артём Лаврентьев                  | «Дотянись»                                  |
| 2012 | «Любовь — Сука» feat. Юля Волкова                      | Георгий Тоидзе                    | «Дотянись»                                  |
| 2012 | «Fairy World» (в рамках проекта Alien24)               | Ольга Журба                       | «Alien»                                     |
| 2013 | «Не бойся малыш» feat. Ева Самиева                     | Георгий Тоидзе                    | вне альбома                                 |
| 2013 | «Лови мои цветные сны»                                 | Сергей Бандерас                   | «Мечтатель»                                 |
| 2013 | «Обними меня» / «Come Into My World» feat. Nigar Jamal | Алекс Ламах, Ася Николаева        | «Дотянись»                                  |
| 2013 | «Дотянись»                                             | Георгий Тоидзе                    | «Дотянись»                                  |
| 2013 | «Малыш»                                                | Владислав Опельянц                | «Не молчи»                                  |
| 2014 | «Music Is in My Soul» (в рамках проекта Alien24)       | неизвестно                        | «Alien»                                     |
| 2014 | «Болен тобой»                                          | Евгений Тимохин                   | «Не молчи»                                  |
| 2014 | «Wally» (в рамках проекта Alien24)                     | Антон Родин                       | «Alien»                                     |
| 2014 | «Когда растает лёд»                                    | Алексей Голубев                   | «Не молчи»                                  |
| 2015 | «Часы»                                                 | Алексей Голубев                   | «Не молчи» / «Дотянись»                     |
| 2015 | «Не молчи»                                             | Алексей Голубев                   | «Не молчи»                                  |
| 2016 | «Неделимые»                                            | Давид Мушегян                     | «Не молчи»                                  |
| 2016 | «В твоей голове»                                       | Леонид Колосовский                | вне альбома                                 |
| 2017 | «Монстры в твоей голове»                               | Антон Родин                       | «Эгоист»                                    |
| 2017 | «Лабиринты»                                            | Алексей Голубев                   | «Не молчи»                                  |
| 2017 | «Держи»                                                | Леонид Колосовский                | «Эгоист»                                    |
| 2017 | «Прости меня» feat. Сергей Лазарев                     | Леонид Колосовский                | вне альбома                                 |
| 2018 | «Девочка не плачь»                                     | Леонид Колосовский                | «Эгоист»                                    |
| 2018 | «Пьяная любовь» feat. Polina                           | Даша Чаруша                       | «Перезагрузка»                              |
| 2018 | «Молния»                                               | Георгий Климов                    | «Перезагрузка»                              |
| 2018 | «Прости» feat. Александр Филин                         | Алексей Голубев                   | OST «Лебединое озеро»                       |
| 2019 | «Океан»                                                | Алексей Голубев                   | «Перезагрузка»                              |
| 2019 | «Про белые розы»                                       | Вера Смолина                      | «Перезагрузка»                              |
| 2019 | «Полуночное такси»                                     | Тимофей Климов                    | «Перезагрузка»                              |
| 2019 | «Мечтатели» feat. Сергей Филин                         | неизвестно                        | OST «Золушка»                               |
| 2020 | «Химия»                                                | Элиза Мартиросян, Евгений Беликов | «Перезагрузка»                              |
| 2020 | «Dreams»                                               | Дмитрий Климов                    | «Вторая жизнь»                              |
| 2021 | «Она моя»                                              | Константин Богомолов              | «Вторая жизнь»                              |
| 2021 | «Это была любовь» feat. Zivert                         | Алексей Куприянов                 | «Пять хитов» / «13 друзей Билана» (сборник) |
| 2021 | «Ты не моя пара» feat. Мари Краймбрери                 | Serghey Grey                      | «Пять хитов»                                |
| 2021 | «Я тебя помню» feat. Александр Филин                   | Дмитрий Николенко                 | OST «Щелкунчик»                             |
| 2022 | «Она любила музыку» feat. Наталия Власова              | Георгий Волев                     | вне альбома                                 |
| 2022 | «Вирсавия» feat. Вирсавия                              | Леонид Колосовский                | вне альбома                                 |
| 2022 | «Знаешь ли ты» feat. МакSим                            | неизвестно                        | вне альбома                                 |
| 2022 | «Крылатые качели»                                      | неизвестно                        | вне альбома                                 |
| 2023 | «Гладиатор»                                            | Алексей Голубев                   | вне альбома                                 |
| 2023 | «Острой бритвой»                                       | Дмитрий Литвиненко                | вне альбома                                 |
| 2024 | «It’s My Life» feat. Мари Краймбрери                   | Serghey Grey                      | вне альбома                                 |
| 2024 | «Добро пожаловать в рай» feat. Милош Бикович           | Дмитрий Литвиненко                | OST «Дайте шоу»                             |
| 2024 | «Неразделимы» feat. Велимира Шадрина                   | Андрей Нартыш                     | Волонтёрский проект «Михутка»               |
| 2025 | «Горький дождь»                                        | Алексей Куприянов                 | вне альбома                                 |

### Фильмография
Актёр
- 2005 — Ночь в стиле Disco — камео
- 2005 — Не родись красивой (серии № 58-59) — камео
- 2005 — Первый скорый — камео
- 2006 — Ночь в стиле детства — камео
- 2006 — Клуб — камео
- 2006 — Первый дома — камео
- 2007 — Звёздные каникулы — Фортиано
- 2007 — Любовь — не шоу-бизнес — камео
- 2007 — Королевство кривых зеркал — Гурд, рабочий сцены / участник от Греции
- 2008 — Золотая рыбка — один из женихов внучки старика и старухи Марьюшки[125]
- 2009 — Золотой ключик — заезжий гастролёр
- 2011 — Театр абсурда — главный герой (также продюсер фильма)
- 2011 — Очень Новый Год — Дмитрий Николаевич Билан, композитор
- 2016 — Герой — Андрей Петрович Долматов, поручик Лейб-гвардии конного полка, затем ротмистр, «белый» офицер / Андрей Петрович Куликов, специалист по старинным автомобилям, правнук Андрея Долматова
- 2017 — Жги! — камео
- 2019 — 1001 ночь, или территория любви — Трубадур
- 2020 — Аптека счастья — муж
- 2020 — Чумовой Новый год — камео
- 2021 — Евгенич — камео
- 2024 — Дайте шоу — камео
- 2024 — Небриллиантовая рука — модельер Ив Сен-Билан

Дубляж
- 2013 — Холодное сердце — принц Ханс[126]
- 2016 — Тролли — Цветан[127]
- 2019 — Птичий дозор[англ.] — стриж Ману[128]
- 2020 — Тролли. Мировой тур — Цветан[129]

## Награды и звания
Звания
- 2006 — Заслуженный артист Кабардино-Балкарской Республики
- 2007 — Заслуженный артист Чеченской Республики
- 2007 — Заслуженный артист Ингушетии
- 2008 — Народный артист Кабардино-Балкарской Республики
- 2018 — Заслуженный артист Российской Федерации — за заслуги в развитии отечественной культуры и искусства, многолетнюю плодотворную деятельность[130]

Чарты TopHit

| Год  | Место | Ротаций   | Ист.    |
| ---- | ----- | --------- | ------- |
| 2003 | 94    | 721       | [ 131 ] |
| 2004 | 15    | 123.465   | [ 132 ] |
| 2005 | 8     | 851.211   | [ 133 ] |
| 2006 | 2     | 1.683.066 | [ 134 ] |
| 2007 | 11    | 1.217.555 | [ 135 ] |
| 2008 | 30    | 778.823   | [ 136 ] |
| 2009 | 47    | 627.000   | [ 137 ] |
| 2010 | 28    | 988.997   | [ 138 ] |
| 2011 | 13    | 1.316.634 | [ 139 ] |
| 2012 | 47    | 710.300   | [ 140 ] |
| 2013 | 51    | 701.912   | [ 141 ] |
| 2014 | 35    | 831.917   | [ 142 ] |
| 2015 | 45    | 777.236   | [ 143 ] |
| 2016 | 23    | 1.144.156 | [ 144 ] |
| 2017 | 21    | 1.515.530 | [ 145 ] |
| 2018 | 6     | 2.484.639 | [ 146 ] |
| 2019 | 2     | 3.344.787 | [ 147 ] |
| 2020 | 5     | 3.801.306 | [ 49 ]  |
| 2021 | 2     | 4.303.728 | [ 52 ]  |
| 2022 | 1     | 4.851.197 | [ 54 ]  |
| 2023 | 1     | 4.564.624 | [ 58 ]  |
| 2024 | 1     | 4.677.266 | [ 65 ]  |

Glamour
- Мужчина года: 2006, 2009[148]

World Music Awards
2006 — Самый продаваемый русский артист.
Общественное признание
2006 год — лауреат премии «Россиянин года» в номинации «Надежда России»